# 噪音爵士乐
噪音爵士樂（英語：skiffle）又稱民謠爵士樂，是一种流行音乐，受到爵士樂、蓝调、民间音乐、美國民間音樂的影响，通常是一個小樂團，早期表演者經常使用自制或临时拼凑的乐器，比較著重於即興演出。噪音爵士乐这个词起源于美国20世纪初期，在50年代英國开始流行，主要音樂家有Lonnie Donegan，The Vipers Skiffle Group，Ken Colyer和Chas McDevitt等。噪音爵士樂後來在許多傑出的爵士樂，流行樂，藍調，民謠和搖滾音樂家的職業生涯中起到了重要作用，並被視為是英國民間復興，英國藍調熱潮和英國入侵美國流行音樂界第二個關鍵的墊腳石。

## 起源於美國

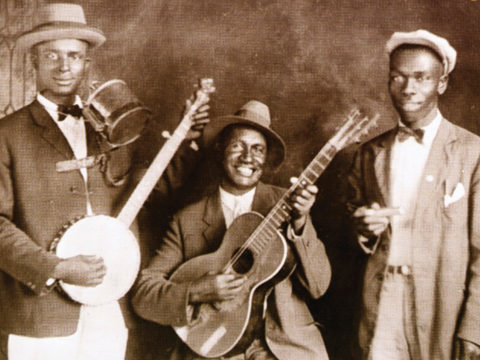
屬於藍調的水壺樂團音樂類型，1928年蓋斯·卡農(左邊)的水壺踩踏板樂團。

噪音爵士樂的起源並不顯著，但通常被認為屬於20世紀初非洲裔美國人的音樂文化中。噪音爵士樂通常被認為是從紐奧良爵士樂發展而來，但這種說法有爭議。在20世紀初期，在美國南部地區演奏藍調和爵士樂的即興演奏樂團是很常見的。他們使用洗衣板、水壺、洗衣盆作為低音、雪茄盒吉他、鋸子樂器、梳子、紙卡和卡祖笛等器具，以及常規的樂器，如原聲吉他和班卓琴。

## 外部連結
- My 20-year love affair with the joy of skiffle（页面存档备份，存于）